# Exegese
Exegese is de zorgvuldige en bewuste interpretatie van belangrijke teksten, zoals wetgeving, en in het bijzonder heilige teksten zoals de Bijbel. De exegese van de Koran heet tafsir. Tekstverklaring die bepaald wordt door het projecteren van eigen vooronderstellingen, is eisegese (inlegkunde).
Over het algemeen is exegese de poging om te ontdekken wat de oorspronkelijke schrijver bedoeld heeft met de tekst en wat de eerste lezers er uit begrepen zullen hebben. Hermeneutiek is in dit verband het nadenken en de theorievorming over exegese: welke regels en patronen moeten worden gevolgd om tot een juiste uitleg te komen.

## Jodendom
In tegenstelling tot de meeste christenen, lezen Joden de Bijbel in de grondtaal, het Hebreeuws. Vaak lezen ze belangrijke commentaren, zoals dat van Rasjie, mee, zodat de traditie levend blijft. Volgens het Jodendom heeft God aan Mozes ook een mondelinge Thora of mondelinge leer gegeven. Deze Misjna vormt samen met de commentaren erop de Talmoed. De Talmoed onderwijst onder andere hoe men als Jood kan leven in een wereld zonder tempel. Tussen de verschillende stromingen van het Jodendom (zoals orthodox, conservatief, liberaal) bestaan ook verschillen in uitleg. Chassidistische en neo-Chassidistische stromingen met hun mystiek-kabbalistische praktijk hanteren naast de tekst ook de getalswaarden van de woorden (Hebreeuwse letters worden ook als cijfer gebruikt).
Ook de Septuagint, de Griekse vertaling van de Hebreeuwse Bijbel, met nog extra apocriefe boeken, is van Joodse oorsprong. Omdat christenen met de Septuagint meenden hun gelijk te kunnen halen, heeft het Jodendom de Septuagint aan de christenen gelaten en zich toegelegd op de Hebreeuwse Bijbel in het Hebreeuws (zie ook Septuagint, paragraaf Oorsprong en betrouwbaarheid volgens Joodse bronnen).

## Vroege Christendom
Binnen de vroege christendom speelde exegese van de Bijbel een belangrijke rol, in discussies met niet-christenen en in interne de strijd om het ware geloof. Theologen als Irenaeus meenden dat de Bijbel aan de hand van de kerkelijke geloofsregel uitgelegd moest worden: het moest in overeenstemming zijn met de traditie. Dit voorkwam een al te subjectief omgaan met de Bijbel.
Naast de letterlijke uitleg kende men de morele en ook de allegorische uitleg. Al voor het christendom ontstond, legden Joden in Alexandrië de Bijbel allegorisch uit. De vroege christenen namen deze Bijbeluitleg gedeeltelijk over. Een allegorische Bijbeluitleg vinden we hier en daar in het Nieuwe Testament, bijvoorbeeld in 1 Korintiërs 10:4, waar Paulus stelt dat de rots die het volk Israël water gaf in de woestijn, Christus was. De hoogopgeleide theologen van de vroege kerk volgden de destijds gangbare methoden van tekstuitleg (inclusief de allegorische uitleg) die ook op teksten als van Homerus werden toegepast.

## Rooms-Katholiek

### Evangelie en traditie
Het Rooms-katholicisme legt de nadruk op het Nieuwe Testament, meer in het bijzonder op de evangeliën, wat onder meer blijkt uit de liturgia verbi (dienst van het woord) tijdens de Heilige Mis. De eerste lezing (lectio prima) komt doorgaans uit het Oude Testament, gevolgd door een graduale of tussenzang. De tweede lezing wordt genomen uit de Handelingen van de Apostelen, of de apostolische brieven. Het hierop volgende Alleluia luidt de Evangelielezing (Evangelium) in.
Naast de Bijbel wordt ook de traditie gezag toegekend: indien kerkvergaderingen of kerkvaders zich specifiek ergens over uitlaten en daarin een katholieke traditie vertegenwoordigen, heeft de uitspraak leergezag. Eeuwenlang kende de Katholieke Kerk aan de traditie en het kerkelijk leergezag een grotere waarde toe dan aan de Bijbel zelf. Dit is wel in verband gebracht met de contrareformatie, waarin de traditie werd geplaatst tegenover het Sola scriptura van het protestantisme. Pas aan het einde van negentiende eeuw lijkt de Bijbel in de Katholieke Kerk meer serieuze aandacht te krijgen. Onder paus Leo XIII met de oprichting van de Pauselijke Bijbelcommissie, onder paus Pius X gevolgd door de oprichting van het Pauselijk Bijbelinstituut. Beide instellingen hadden evenwel vooral een apologetisch karakter, waar men vooral zocht de katholieke (en dus authentiek geachte) interpretatie van de Bijbel te beschermen tegen inzichten van de moderne Bijbelwetenschap. Voorop stond daar dat de Bijbel bestudeerd moest worden als Spiritu Sancto inspirante (geïnspireerd door de Heilige Geest).

### De Vulgaat
Eeuwenlang gold de Vulgaat als enig juiste vertaling van de Bijbel. Het Hebreeuws en het Grieks werden gezien als hulpwetenschappen om de Vulgaat beter te kunnen interpreteren. Nog in de jaren 30 van de twintigste eeuw werd het een aantal Nederlandse Biblisten, waaronder de latere kardinaal Alfrink, door Romeinse instanties verboden om een Pericopenboek (met teksten uit het Nieuwe Testament) op iets anders te baseren dan op de Vulgaat. Hun boek Epistels en Evangelien volgens het Romeinsch Missaal verscheen in 1938 en was inderdaad niet gebaseerd op de oorspronkelijke teksten.

## Protestantisme

### Invloed van het 16e-eeuwse Renaissance-humanisme
Het protestantisme is ontstaan in een tijd waarin weer meer belangstelling ontstond voor antieke teksten in de oorspronkelijke taal (renaissance-humanisme). Daarom werd het Nieuwe Testament vanuit het Grieks vertaald en het Oude Testament uit het Hebreeuws. Als vanzelf werden de vragen rondom de canon wederom relevant. Na enig aarzelen werd de canon van het Nieuwe Testament bevestigd, maar het Oude Testament werd teruggesnoeid tot de boeken van de Hebreeuwse Bijbel. Aanvankelijk werden de overige apocrief genoemde boeken nog wel afgedrukt in protestantse Bijbels, maar geleidelijk raakten ze in onbruik.

### Alleen de Bijbel
De protestantse traditie belijdt het sola scriptura: niet de traditie maar alleen de Bijbel. De Bijbel bevat alles wat een mens nodig heeft om behouden te worden. Hiermee is verbonden de leer van de helderheid van de Schrift: de Heilige Geest verlicht het hart van de lezer. De inzet op het gezag van de Bijbel alleen was aanvankelijk een van de wapenen tegen de traditie van de kerk, die in de ogen van de reformatoren gecorrumpeerd was. Omdat door allegorische uitleg allerlei gegroeide tradities verdedigd werden, wees men deze vorm van uitleg af, tenzij de Bijbel zelf daartoe aanleiding gaf.
In de loop van de 16e en 17e eeuw ontwikkelde de Gereformeerde scholastiek. De Bijbel werd hierin steeds meer het fundament van een dogmatisch systeem. Als gevolg hiervan is het sola scriptura in de praktijk geworden tot Schrift en belijdenis, waarbij de gereformeerde belijdenisgeschriften geacht worden de boodschap van de Bijbel correct weer te geven.

## Verlichting en moderne theologie
In de 18e eeuw ontstond onder invloed van de verlichting een nieuwe manier van Bijbeluitleg: de historisch-kritische exegese werd de norm in de Bijbelwetenschap. Het belangrijkste onderscheid is dat deze manier van uitleg niet meer uitgaat van christelijke veronderstellingen. Terwijl in de christelijke traditie de Bijbelse geschiedenis als heilsgeschiedenis werd beschouwd, zag de historisch-kritische school de Bijbel als een boek met een menselijke ontstaansgeschiedenis die historisch bepaald is. De Bijbel ging men op precies dezelfde manier bestuderen als andere geschriften.
In de moderne theologie accepteert men doorgaans de historisch-kritische exegese. Dat heeft als gevolg dat sommige theologen de Bijbelse openbaring verwerpen en de Bijbel slechts als menselijk boek zien. Meer gematigde theologen zien de Bijbel niet meer als directe openbaring, maar als de menselijke neerslag van de openbaring van God in de geschiedenis. De neo-orthodoxie (met de Zwitserse theoloog Karl Barth als belangrijkste theoloog) stelt dat het van minder belang is of de tekst historisch juist is, dan dat ze voor de lezer persoonlijk Gods Woord wordt. Barth sloeg deze nieuwe wegen in met zijn Römerbrief. Veel orthodoxe christenen wijzen de moderne benaderingen van de Bijbel af als "Schriftkritiek."